# Diplazium hyalinum
Diplazium hyalinum är en majbräkenväxtart som beskrevs av Alexander Rojas.
Diplazium hyalinum ingår i släktet Diplazium och familjen Athyriaceae. Inga underarter finns listade i Catalogue of Life.